# Merzario A1
Als Merzario A1 wurden zwei unterschiedliche Monopostos des italienischen Rennstalls Team Merzario bezeichnet, die in der Saison 1978 in insgesamt drei Versionen zu einigen Formel-1-Rennen an den Start gingen. In der Literatur werden die Fahrzeuge vielfach als Merzario A1/1, A1/1B und A1/2 bezeichnet. Keine dieser Varianten war erfolgreich; im Laufe des Jahres erreichte das Team keine einzige Zielankunft.

## Hintergrund
Der italienische Rennfahrer Arturo Merzario war 1972 und 1973 als Werksfahrer der Scuderia Ferrari bei Formel-1-Rennen an den Start gegangen. Danach fuhr er zwei Jahre lang für das wirtschaftlich angeschlagene britische Team von Frank Williams, bevor er für die Saison 1976 einen Werksvertrag bei March Engineering erhielt. Nach dem Ende des Jahres verlängerte March den Vertrag mit Merzario nicht. Merzario gründete daraufhin in der lombardischen Gemeinde Carate Brianza ein eigenes Team, das 1977 mit einem Kundenfahrzeug von March antrat. Das Auto wurde als March 761B (Fahrgestellnummer 761B/2) gemeldet, allerdings gibt es Anhaltspunkte dafür, dass es sich um ein Auto handelte, das – anders als seine Bezeichnung suggerierte – nicht auf aktuellem Stand der Technik war. Eine Quelle geht davon aus, dass Merzarios 761B/2 das Monocoque des 761/1 nutzte, der 1976 im March-Werksteam für Vittorio Brambilla eingesetzt worden war. Andere waren der Ansicht, dass der 761B/2 tatsächlich ein Chassis aus dem Jahr 1975 (Typ March 751) war, das für die Saison 1976 lediglich eine neue Karosserie erhalten hatte. Mit diesem Wagen war Merzario bei einigen Rennen zu Saisonbeginn der schnellste March-Pilot, geriet aber im Laufe des Jahres vor allem durch unzureichende Wartung ins Hintertreffen und stellte vor dem Großen Preis von Italien den Rennbetrieb bis zum Saisonende ein.
Bis zum Jahresende entwickelte Giorgio Piola mit dem Merzario A1 den ersten eigenen Rennwagen des Teams, der für die Saison 1978 bestimmt war. Grund für diesen Schritt war der Umstand, dass March, der einzige verbliebene Hersteller von Kundenfahrzeugen, mit Ablauf der Saison 1977 sein Formel-1-Engagement aufgab und für die folgende Saison keine konkurrenzfähigen Rennwagen mehr auf dem Markt erhältlich waren. Merzario war der Überzeugung, er könne den March gewissermaßen mit eigenen Mitteln weiterentwickeln. Der Entwicklungsprozess wurde weitgehend vom italienischen Zweig der Zigarettenmarke Marlboro finanziert, mit dem Merzario seit Beginn des Jahrzehnts geschäftlich verbunden war.
Der A1 entstand in zwei Exemplaren, die sich in Details und in der technischen Basis voneinander unterschieden. Das erste Modell wird rückwirkend oft – allerdings nicht durchgängig – als A1/1 bezeichnet, das zweite als A1/2. Vom A1/1 gab es außerdem die B-Version A1/1B.

## Merzario A1/1

### Technik
Der A1/1 hatte in technischer Hinsicht Ähnlichkeiten mit dem March 761B, war aber nicht völlig gleich mit ihm. Ungeachtet dessen bezeichnet eine March-Monografie den A1 als „761B-Klon“. Das Monocoque des Merzario A1/1 bestand aus Aluminium. Die Konstruktion lehnte sich an die des March 761B an, kopierte sie aber nicht vollständig. Beim A1/1 verwendete Merzario keine Chassiskompontenten des March. Die Vorderräder waren an doppelten Dreiecksquerlenkern aufgehängt, hinten hatte der Wagen doppelte Längsstreben. Der Entwurf entsprach insoweit konzeptionell dem March 761B. Als Antrieb diente ein 3,0 Liter großer Achtzylinder-Saugmotor von Cosworth (DFV). Die Kraft übertrug ein Fünfganggetriebe von Hewland (FGA) auf die Hinterräder. Es gilt als wahrscheinlich, dass diese Bauteile aus dem March 761B entnommen wurden.
Die Karosserie des A1/1 hatte keine Ähnlichkeiten mit der des March 761. Sie galt als „klobig“ und unattraktiv. Zu den besonderen Merkmalen gehörten eine tonnenförmige Motorabdeckung und Lufteinlässe im Bereich der Cockpitverkeidung. Piola und Merzario hatten hier einige Ideen des Alfa Romeo 177 aufgegriffen. Die Fahrzeugnase war breit und wellenartig gewölbt.
Der Merzario A1/1 blieb ein Einzelstück. Zum Großen Preis von Frankreich wurde das Fahrwerk geringfügig überarbeitet. Dadurch wurde der A1/1 zum A1/1B. Er ist nicht mit dem A1B (Alternativbezeichnung: A2) zu verwechseln, der 1979 zu einigen Rennen gemeldet wurde.

### Lackierung und Sponsoren
Der Merzario A1/1 war anfänglich rot lackiert, zum Großen Preis von Frankreich wechselte die Grundfarbe auf schwarz. Das Auto trug Sponsoraufkleber von Marlboro, Flor Bath und dem Mineralölkonzern Gulf.

### Renneinsätze
Regulärer Fahrer des A1/1 war Arturo Merzario. Der A1/1 debütierte beim ersten Saisonrennen im Januar 1978 beim Großen Preis von Argentinien. Merzario qualifizierte sich für den 20. Startplatz und ging damit noch vor Didier Pironi im Tyrrell 008 ins Rennen, das er nach neun Runden infolge eines Differenzialschadens beenden musste. In Südafrika und in den USA (West) gelang Merzario jeweils erneut die Qualifikation, in Long Beach allerdings nur, weil die vor ihm qualifizierten Piloten Rupert Keegan (Surtees) und Hans Joachim Stuck (Shadow) nach Trainingsunfällen nicht am Rennen teilnehmen konnten. Weder in Südafrika noch in den USA kam Merzario ins Ziel; Technikdefekte führten jeweils zu frühen Ausfällen. Der anschließende europäische Teil der Saison war von einer Reihe verpasster Qualifikationen (Brasilien, Spanien, Frankreich und Deutschland) bzw. Vorqualifikationen (Monaco und Belgien) geprägt. Lediglich in Schweden und in Großbritannien schaffte es Merzario in die Startaufstellung. In Schweden kam er mit acht Runden Rückstand ins Ziel, wurde aber nicht gewertet, in Großbritannien fiel er wegen nachlassenden Motoröldrucks aus.
Im Laufe des Sommers 1978 wurde der A1/1 bzw. A1/1B durch den A1/2 ersetzt. Der A1/1B kam noch einmal beim Großen Preis von Italien zum Einsatz, als Merzario das Auto für Alberto Colombo als zweiten Fahrer seines Teams meldete. Colombo scheiterte in Monza als mit Abstand langsamster Fahrer bereits an der Vorqualifikation.
Danach kam der A1/1 nicht mehr zum Einsatz. Allerdings wurde sein Chassis im Frühjahr 1979 zur Grundlage für den neu konstruierten Merzario A3.

## Merzario A1/2
Zum Großen Preis von Österreich präsentierte Merzario ein neues Exemplar des A1, das in der Literatur oft als A1/2 bezeichnet wird. Arturo Merzario kündigte das Auto nicht „als neues Modell, sondern nur als eine verbesserte Ausführung“ an.

### Technik
Entgegen der Erklärung Arturo Merzarios war der A1/2 ein anderes Auto als der A1/1. Das Monocoque des A1/2 war nicht – wie beim Vorgänger – ein March-Nachbau; vielmehr verwendete der A1/2 das unveränderte Monocoque des March 761B/2, den Merzario in der Saison 1977 gefahren hatte und das je nach Quelle inzwischen zwei oder drei Jahre alt war. Die Karosserie des A1/2 ähnelte der des A1/1. Der A1/2 hatte weiterhin keine Flügelprofile im Unterboden, sodass kein Saugeffekt erreicht wurde. Antrieb und Kraftübertragung übernahmen wiederum zugekaufte Komponenten von Cosworth bzw. Hewland.

### Renneinsätze
Merzario fuhr den A1/2 erstmals im Training zum Großen Preis von Österreich. Mit dem neuen Auto verpasste er die Qualifikation um zwei Hundertstel Sekunden. Auch zum anschließenden Großen Preis der Niederlande in Zandvoort gelang ihm die Qualifikation nicht; da Rupert Keegan (Surtees) jedoch im Warm-Up einen Unfall erlitten hatte und nicht starten konnte, rückte Merzario ins Starterfeld nach. In seinem ersten Rennen fiel der A1/2 nach 40 Runden mit einem Motorschaden aus. In Italien qualifizierte sich Merzario im A1/2 regulär für den 22. Startplatz, während Alberto Colombo, der zweite Fahrer des Teams, im A1/1B an der Vorqualifikation scheiterte. Merzario fiel im Rennen erneut durch Motorschaden aus. In den USA (Ost) führte schließlich ein Getriebeschaden zum Rennausfall, und beim letzten Rennen der Saison in Kanada verpasste Merzario noch einmal die Qualifikation.
In den ersten Rennen des Jahres wurde der A1/2 mit unveränderter Technik, aber überarbeiteter Karosserie als Merzario A2 (Alternativbezeichnung: A1B) an den Start gebracht.

## Resultate
Merzario A1/1
| Fahrer                           | Nr.                              | 1   | 2   | 3   | 4   | 5    | 6    | 7   | 8  | 9   | 10  | 11  | 12 | 13 | 14   | 15 | 16 | Punkte | Rang |
| -------------------------------- | -------------------------------- | --- | --- | --- | --- | ---- | ---- | --- | -- | --- | --- | --- | -- | -- | ---- | -- | -- | ------ | ---- |
| Automobil-Weltmeisterschaft 1978 | Automobil-Weltmeisterschaft 1978 |     |     |     |     |      |      |     |    |     |     |     |    |    |      |    |    | 0      | -    |
| A. Merzario                      | 37                               | DNF | DNQ | DNF | DNF | DNPQ | DNPQ | DNQ | NC | DNQ | DNF | DNQ |    |    |      |    |    | 0      | -    |
| A. Colombo                       | 38                               |     |     |     |     |      |      |     |    |     |     |     |    |    | DNPQ |    |    | 0      | -    |

Merzario A1/2
| Fahrer                           | Nr.                              | 1 | 2 | 3 | 4 | 5 | 6 | 7 | 8 | 9 | 10 | 11 | 12  | 13  | 14  | 15  | 16  | Punkte | Rang |
| -------------------------------- | -------------------------------- | - | - | - | - | - | - | - | - | - | -- | -- | --- | --- | --- | --- | --- | ------ | ---- |
| Automobil-Weltmeisterschaft 1978 | Automobil-Weltmeisterschaft 1978 |   |   |   |   |   |   |   |   |   |    |    |     |     |     |     |     | 0      | -    |
| A. Merzario                      | 37                               |   |   |   |   |   |   |   |   |   |    |    | DNQ | DNF | DNF | DNF | DNQ | 0      | -    |

| Legende  | Legende            | Legende                                                          |
| Farbe    | Abkürzung          | Bedeutung                                                        |
| -------- | ------------------ | ---------------------------------------------------------------- |
| Gold     | –                  | Sieg                                                             |
| Silber   | –                  | 2. Platz                                                         |
| Bronze   | –                  | 3. Platz                                                         |
| Grün     | –                  | Platzierung in den Punkten                                       |
| Blau     | –                  | Klassifiziert außerhalb der Punkteränge                          |
| Violett  | DNF                | Rennen nicht beendet (did not finish)                            |
| Violett  | NC                 | nicht klassifiziert (not classified)                             |
| Rot      | DNQ                | nicht qualifiziert (did not qualify)                             |
| Rot      | DNPQ               | in Vorqualifikation gescheitert (did not pre-qualify)            |
| Schwarz  | DSQ                | disqualifiziert (disqualified)                                   |
| Weiß     | DNS                | nicht am Start (did not start)                                   |
| Weiß     | WD                 | zurückgezogen (withdrawn)                                        |
| Hellblau | PO                 | nur am Training teilgenommen (practiced only)                    |
| Hellblau | TD                 | Freitags-Testfahrer (test driver)                                |
| ohne     | DNP                | nicht am Training teilgenommen (did not practice)                |
| ohne     | INJ                | verletzt oder krank (injured)                                    |
| ohne     | EX                 | ausgeschlossen (excluded)                                        |
| ohne     | DNA                | nicht erschienen (did not arrive)                                |
| ohne     | C                  | Rennen abgesagt (cancelled)                                      |
| ohne     | keine WM-Teilnahme |                                                                  |
| sonstige | P/fett             | Pole-Position                                                    |
| sonstige | 1/2/3/4/5/6/7/8    | Punktplatzierung im Sprint-/Qualifikationsrennen                 |
| sonstige | SR/kursiv          | Schnellste Rennrunde                                             |
| sonstige | *                  | nicht im Ziel, aufgrund der zurückgelegten Distanz aber gewertet |
| sonstige | ()                 | Streichresultate                                                 |
| sonstige | unterstrichen      | Führender in der Gesamtwertung                                   |